# Willa Muir
Willa Muir (Pseudonym: Agnes Neill Scott, * 13. März 1890 in Montrose (Schottland) als Wilhelmina Johnstone Anderson; † 22. Mai 1970 in Dunoon (Schottland)) war eine schottische Schriftstellerin und Übersetzerin.

## Leben
Willa Muir wuchs in Montrose auf. Mit Hilfe eines Stipendiums nahm sie als eine der ersten Frauen in Schottland ein Studium der klassischen Philologie an der Universität von St. Andrews auf, das sie 1910 erfolgreich abschloss. Anschließend war die als stellvertretende Rektorin eines Lehrerseminars in London tätig. 1919 heiratete sie den Schriftsteller Edwin Muir. Das Ehepaar unternahm während der 1920er und 1930er Jahre ausgedehnte Reisen durch Europa und hielt sich u. a. in Deutschland, Österreich und Italien auf. Willa Muir veröffentlichte zwei Romane, die in ihrer schottischen Heimat angesiedelt sind, sowie Essays und Gedichte.
Am bekanntesten wurde Willa Muir durch zahlreiche Übersetzungen zeitgenössischer deutschsprachiger Autoren ins Englische, die sie teilweise in Zusammenarbeit mit ihrem Ehemann und teilweise selbstständig unter dem Pseudonym Agnes Neill Scott veröffentlichte, darunter die Hauptwerke Franz Kafkas sowie Romane von Lion Feuchtwanger und Hans Carossa.
Für ihr übersetzerisches Werk wurde Willa Muir 1958 zusammen mit ihrem Ehemann mit dem ersten Johann-Heinrich-Voß-Preis der Deutschen Akademie für Sprache und Dichtung in Darmstadt ausgezeichnet.

## Werke
- Women, London 1925
- Imagined corners, London 1931
- Mrs. Ritchie, London 1933
- Mrs Grundy in Scotland, London 1936
- The Usurpers, (a hitherto unpublished satirical novel written in the early nineteen-fifties); edited by Anthony Hirst and Jim Potts; introduced by Jim Potts, London : Colenso Books, march 2023, ISBN 978-1-912788-27-9
- Living with ballads, London 1965
- Belonging, London 1968
- Laconics, jingles & other verses, London 1969

### Übersetzungen aus dem Deutschen
- Hermann Broch: The sleepwalkers, London 1932 (übersetzt zusammen mit Edwin Muir)
- Hermann Broch: The unknown quantity, London 1935 (übersetzt zusammen mit Edwin Muir)
- Carl Jacob Burckhardt: Richelieu - his rise to power, London 1940 (übersetzt zusammen mit Edwin Muir)
- Hans Carossa: Boyhood and youth, London 1931 (übersetzt unter dem Namen Agnes Neill Scott)
- Hans Carossa: A childhood, London 1930 (übersetzt unter dem Namen Agnes Neill Scott)
- Hans Carossa: Doctor Gion, London 1933 (übersetzt unter dem Namen Agnes Neill Scott)
- Hans Carossa: A Roumanian diary, London 1929 (übersetzt zusammen mit Edwin Muir)
- Lion Feuchtwanger: The false Nero, London 1937 (übersetzt zusammen mit Edwin Muir)
- Lion Feuchtwanger: The Jew of Rome, London 1935 (übersetzt zusammen mit Edwin Muir)
- Lion Feuchtwanger: Jew Süss, London 1926 (übersetzt zusammen mit Edwin Muir)
- Lion Feuchtwanger: Josephus, London 1932 (übersetzt zusammen mit Edwin Muir)
- Lion Feuchtwanger: Paris gazette, London [u. a.] 1940 (übersetzt zusammen mit Edwin Muir)
- Lion Feuchtwanger: Success, London 1930 (übersetzt zusammen mit Edwin Muir)
- Lion Feuchtwanger: Two Anglo-Saxon plays, London 1929 (übersetzt zusammen mit Edwin Muir)
- Lion Feuchtwanger: The ugly duchess, London 1927 (übersetzt zusammen mit Edwin Muir)
- Ernst Glaeser: Class 1902, London 1929 (übersetzt zusammen mit Edwin Muir)
- Gerhart Hauptmann: The island of the Great Mother, London 1925 (übersetzt zusammen mit Edwin Muir)
- Hugo von Hofmannsthal: The Difficult Man. A Comedy in Three Acts. New York 1963
- Kurt Heuser: The inner journey, London 1932 (übersetzt zusammen mit Edwin Muir)
- Franz Kafka: America, London 1938 (übersetzt zusammen mit Edwin Muir)
- Franz Kafka: The castle, London 1930 (übersetzt zusammen mit Edwin Muir)
- Franz Kafka: The Great Wall of China and other pieces, London 1933 (übersetzt zusammen mit Edwin Muir)
- Franz Kafka: Metamorphosis, New York 1948 (übersetzt zusammen mit Edwin Muir)
- Franz Kafka: The penal colony, New York 1948 (übersetzt zusammen mit Edwin Muir)
- Franz Kafka: The trial, London 1937 (übersetzt zusammen mit Edwin Muir)
- Erik von Kuehnelt-Leddihn: Night over the East, London 1936 (übersetzt zusammen mit Edwin Muir)
- Ernst Lothar: Little friend, London 1933 (übersetzt zusammen mit Edwin Muir)
- Ernst Lothar: The mills of God, London 1935 (übersetzt zusammen mit Edwin Muir)
- Heinrich Mann: The hill of lies, London 1934 (übersetzt zusammen mit Edwin Muir)
- Robert Neumann: The queen’s doctor, London 1936 (übersetzt zusammen mit Edwin Muir)
- Robert Neumann: A woman screamed, London 1938 (übersetzt zusammen mit Edwin Muir)
- Ludwig Renn: After war, London 1931 (übersetzt zusammen mit Edwin Muir)
- Ludwig Renn: War, London 1929 (übersetzt zusammen mit Edwin Muir)
- Emil Alphons Rheinhardt: The life of Eleonora Duse, London 1930 (übersetzt zusammen mit Edwin Muir)
- Christa Winsloe: The child Manuela, London 1934 (übersetzt unter dem Namen Agnes Neill Scott)
- Christa Winsloe: Life begins, London 1935 (übersetzt unter dem Namen Agnes Neill Scott)

### Übersetzungen aus anderen Sprachen
- Schalom Asch: The calf of paper, London 1936 (übersetzt zusammen mit Edwin Muir)
- Schalom Asch: Mottke the thief, London 1935 (übersetzt zusammen mit Edwin Muir)
- Schalom Asch: Salvation, New York 1951 (übersetzt zusammen mit Edwin Muir)
- Schalom Asch: Three cities, London 1933 (übersetzt zusammen mit Edwin Muir)
- Zsolt Harsányi: Lover of life, New York 1942 (übersetzt zusammen mit Edwin Muir und Paul Tabor)
- Zsolt Harsányi: Through a man’s eyes, New York 1940 (übersetzt zusammen mit Edwin Muir)
- Zsolt Harsányi: Through the eyes of a woman, London 1941 (übersetzt zusammen mit Edwin Muir)
- Maurice Paléologue: The enigmatic Czar, London 1938 (übersetzt zusammen mit Edwin Muir)